# 中島公園
中島公園（なかじまこうえん）は、北海道札幌市中央区にある公園。「日本の都市公園100選」、「日本の歴史公園100選」に選定。

## 概要
札幌の歓楽街である、すすきのに隣接しているが、水と緑豊かな公園になっている。国指定の重要文化財である豊平館や八窓庵、人形劇の専門劇場である札幌市こども人形劇場こぐま座、音楽の専用ホールである札幌コンサートホールKitara、札幌市天文台などがある。また、春には「さっぽろ園芸市」、「北海道神宮例祭」（札幌まつり）では屋台や見世物小屋の会場になるほか、年の瀬には「歳の市」を開催している。入口近くの「菖蒲池」は、春から秋までボートの貸し出しを行っている。また、冬には通路が「歩くスキー」（スキーを用いた雪上ウォーキング。クロスカントリースキーと同一視されることが多いが、競技性よりも体力作り・健康維持を重視している点など異なった部分も多い）のコースになり、スキー道具一式を無料で貸し出している。

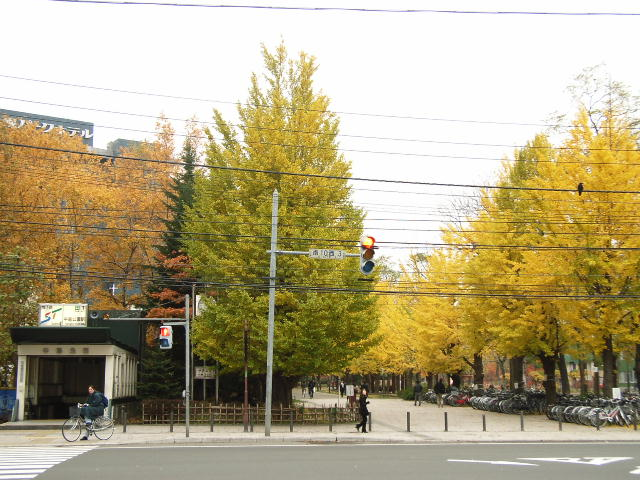
地下鉄南北線中島公園駅と公園入口（2004年11月）
- ボート乗り場（2016年8月）

## 歴史
中島公園は豊平川の流れによって生まれた地形が由来になっている。開拓使が札幌に本府を設定した頃、豊平川の流路は本流のほかに多くの分流があった。これらの分流の内、鴨々川が唯一当時の形を今に残しており、それ以外の川はすべて地上から姿を消している。鴨々川と本流に挟まれた地域を字鴨々中島と呼び、本流と対岸の地域を中島（なかのしま、現在の豊平区中の島）と区別していた。開拓使は札幌本府建設のため現在の創成川東地区に工作所を設置し、木材を豊平川の上流から創成川を経由して運び入れていた。開発が進むと鴨々中島にあった小さな池を貯木場にする工事を行って池は四角い堀が2つ並んだ形となり、工事を請け負った鈴木元右衛門に因んで「元右衛門堀」（現在の菖蒲池）と呼んだ。
開拓次官であった黒田清隆は、鴨々中島を桑園とする考えを持っていたが、部下の調所廣丈や鈴木大亮は、タモ・セン・ヤナギ・ニレなどの樹木が多い風光明媚を生かして、別の利用方法を模索していた。1883年（明治16年）、札幌区は当時山鼻村にあったこの区域を公園予定地にするべく要望書を提出した。1886年（明治19年）に「中島遊園地」として札幌区に編入され、地名も中島遊園地になった。札幌区による中島遊園地の設置は、従来の公園としての用途のためだけではなく、施設を設けて集会を催すための用地を確保するという目的もあった。そのため1887年（明治20年）に北海道博物陳列場が設置され、同年北海道物産共進会が開催された。以後も中島遊園地では、数多くの博覧会・物産展・品評会などが開催された。また、中島遊園地設営のため、元右衛門堀の修理も行われた。さらに公衆の遊戯に供する民間事業者に土地を貸付け、元右衛門堀の南側には競馬場が設置された。1888年（明治21年）に、斉藤久米蔵によって現在の札幌市こども人形劇場こぐま座の裏手に料亭の大中亭を設けられ、元右衛門堀は釣り堀やボートを楽しむことができる場所とした。また同年、大中亭によって中島遊園地内で札幌最初の花火の打ち上げが行われた。その後も中島遊園地（公園）内では数多くの花火大会が開催され、豊平川畔と並ぶ札幌の花火のメッカとして親しまれた。1889年（明治22年）には、現在の豊平館や八窓庵から鴨々川の対岸にかけての場所に、開拓使の御用商人であった岡田佐助が札幌区の公有地を借り受けて岡田花園を造成した。岡田花園は、中島遊園地内で博覧会・品評会等が催された際には園遊会場として利用され、中島遊園地の奥座敷と呼ばれた。現在、札幌市天文台を設置している岡田山は花園があった時の名残である。
当時は豊平川堤防敷地も公園区域であり、行政の代わりに民活事業として整備を進めていったが、1907年（明治40年）造園技師の長岡安平に大通公園・円山公園とともに公園設計を依頼した。1910年（明治43年）に公園整備が実施され、中島遊園地から「中島公園」と呼ばれるようになった。1918年（大正7年）には中島公園をメイン会場として「開道五十年記念北海道博覧会」が開催された。菖蒲池内には洋食レストラン「ライオン食堂」が作られ、会場に使われた拓殖館・農業本館（北海道博物陳列場の後身）などの建物は博覧会後も各種展示会・展覧会などの会場に利用された。その後も公園整備や公園周辺の開発が進んで公園面積は現在と同程度の規模になる。戦時中は軍が使用して自給菜園となり、戦後は進駐軍の兵舎や引揚者の住宅用地に転用していた。
1949年（昭和24年）に中島球場が完成し、進駐軍から払い下げのかまぼこ型兵舎を利用した日本国内初の公立児童館が開館。1954年（昭和29年）の第9回国民体育大会開催に向けて、北海道立札幌中島スポーツセンター（後の北海道立札幌中島体育センター別館、2000年廃止）を建設した。中島スポーツセンターでは大相撲札幌場所やプロレス、サーカス、コンサートなどの興行も開催していた。1957年（昭和32年）、都市公園法（1956年（昭和31年）公布）に基づく都市基幹公園（総合公園）となる。札幌市はそれに伴い同年「札幌市都市公園条例」を制定し、食堂・売店・料亭などの民営施設を法律や条例上適正なものへと時間をかけて修正していった。1958年（昭和33年）に「北海道大博覧会」が開催され、前年に移築した豊平館も郷土館と美術館として活用した。また、博覧会の一施設として設置された子供の国や天文台などの施設は、博覧会終了後も残された。博覧会跡地は百花園として整備した。百花園は1995年（平成7年）に閉鎖されるまで、バラなどの花の名所として親しまれた。1976年（昭和51年）には公立では日本国内初となる人形劇の専門劇場「こぐま座」がオープン。1980年（昭和55年）の中島球場廃止後は芝生広場を整備した。1983年（昭和58年）には、園内に歩くスキーコースを設置し、コースには夜間照明灯を設けて安全を図り、冬のスポーツ博物館（1980年（昭和55年）開館）内にスキーの無料貸出所・更衣室・休憩室なども作られた（冬のスポーツ博物館移転後は中島体育センターに移管）。1995年（平成7年）には、札幌市資料館（大通西13丁目）内の施設であった「北海道文学館」が公園内に移転し、北海道立文学館として新たに開館した。1995年（平成7年）から4カ年をかけて中島公園の再整備を行い、藻岩山への景観軸を継承するため芝生広場を広げ、鴨々川の親水性を高めて長岡安平が描いた「池泉回遊式庭園」の魅力向上を図った。1997年（平成9年）には札幌コンサートホールKitaraがオープンし、豊平館や八窓庵とともに札幌市の文化の拠点としての機能を高めた。

### 年表
- 1871年（明治4年）：鈴木元右衛門堀が完成し、2つの正方形の貯木場と水門（現在の菖蒲池）が設けられた[14]。当初は札幌郡山鼻村に属し、字鴨々中島と称した[14][15]。
- 1886年（明治19年）：「中島遊園地」として札幌区へ編入[14][15][48]。
- 1887年（明治20年）：「北海道物産共進会」開催[21][30]。北海道物産陳列所設置[21][49]。中島遊園地競馬場完成（1906年廃止）[11][21]。
- 1888年（明治21年）：元右衛門堀（現在の菖蒲池）の近くに料亭の大中亭が建てられ、元右衛門堀は釣り堀やボートを楽しむことができる場所とされた[11][23]。また同年、大中亭によって中島遊園地内で札幌最初の花火の打ち上げが行われた[25]。
- 1889年（明治22年）：岡田花園開園[11][27][30]。
- 1896年（明治29年）：元右衛門堀にスケートリンク造成[50]。
- 1897年（明治30年）：この頃、元右衛門堀の縁にあるお休み所で貸しボートが始まる[51][52]。
- 1899年（明治32年）：実業家山崎孝太郎により、南10条西3丁目の現札幌パークホテルの所在地に、困窮家庭の子女のための学校「幌南学校」が設立（1908年山崎の死去により廃校）[53]。
- 1907年（明治40年）：札幌招魂社（現在の札幌護国神社）建立[54]。
- 1908年（明治41年）：「幌南学校」の跡地に、北1条西4丁目より札幌区立女子職業学校（後の札幌市立高等女学校、現在は北海道札幌東高等学校）が移転[55]（1953年白石区菊水の現在地に移転[56]）。
- 1910年（明治42年）：「中島公園」と改称[30][57]。
- 1918年（大正7年）：「開道五十年記念北海道博覧会」開催[32][58]。菖蒲池内には洋食レストラン「ライオン食堂」が作られ[33]、会場に使われた拓殖館・農業本館（北海道物産陳列所の後身）・迎賓館・奏楽堂は博覧会終了後も残された[34]。旧奏楽堂は数年後撤去されたが、旧拓殖館・旧農業本館は各種展示会・展覧会などの会場として用いられた[34]。
- 1923年（大正12年）：採氷場を夏季プールとして開放（後の中島プール、1996年閉鎖）[30][38][59]。この年から毎年2月11日に「氷上カーニバル」を開催し、1941年（昭和16年）まで続けられた[60]。
- 1925年（大正14年）：札幌市立高等女学校に札幌市立実業女学校（後の北海道札幌星園高等学校、現在は市立札幌大通高等学校に統合）を併設[55]（1964年に南12条西7丁目、1973年に南8条西2丁目に移転[56]）。
- 1928年（昭和3年）：NHKのラジオ放送局（現在のNHK札幌放送局）開局（1959年に大通西1へ移転）[49][61]。
- 1931年（昭和6年）：「国産振興北海道拓殖博覧会」開催[62]。
- 1935年（昭和10年）：「工業振興博覧会」開催[30]。
- 1940年（昭和15年）：北部軍創設に伴い、北部軍憲兵司令部が旧農業本館に置かれる[63]。
- 1946年（昭和21年）：札幌文科専門学院（札幌学院大学の前身）創設[64]。旧拓殖館・旧農業本館も一時校舎に利用された[65]（1955年に南8条西16丁目に移転[66]）。
- 1949年（昭和24年）：中島球場完成（1980年廃止）[36]。中島児童会館開館[37]。
- 1951年（昭和26年）：旧拓殖館に北海道地下資源調査所（現在の地質研究所）移転（1961年に旧NHK札幌放送局舎に移転、1978年に北19条西12へ移転）[67][68]。
- 1954年（昭和29年）：北海道立札幌中島スポーツセンター（後の北海道立札幌中島体育センター別館[8]）完成[40]（2000年廃止）[38]。第9回国民体育大会秋季大会開催[69]。
- 1957年（昭和32年）：総合公園となる[42]。豊平館移築[42]。北海道所有の施設となっていた旧農業本館が取り壊される[68]。
- 1958年（昭和33年）：「北海道大博覧会」開催[70]。なお、博覧会の一施設として設置された子供の国（1994年に札幌市円山動物園へ移設）や天文台は、博覧会終了後も残された[45][46]。
- 1959年（昭和34年）：「北海道大博覧会」の会場跡地を百花園（1995年閉鎖）とし[38][42]、中央広場開設[30]。旧NHK札幌放送局舎に北海道簿記専修学校（現在の札幌商工会議所付属専門学校）移転（1961年に旧拓殖館へ移転、1978年に南8条西16へ移転）[71][72]。
- 1960年（昭和35年）：この年より、「札幌神社（現・北海道神宮）例祭」（札幌まつり）の出店が、創成川畔から中島公園敷地内に移る[73]。
- 1963年（昭和38年）：日本庭園完成[30]。
- 1964年（昭和39年）：豊平館が国の重要文化財に指定される[4]。
- 1968年（昭和43年）：この年より、春の園芸市の会場が大通公園から中島公園に移る[74]。
- 1969年（昭和44年）：北海道警察が旧拓殖館を中島庁舎として転用し、道警音楽隊・道警機動隊・道警自動車警邏隊が使用する（1979年に道警がこれらの機能を本部庁舎に移したことに伴い、拓殖館は取り壊された）[42]。9月、札幌市営地下鉄南北線建設のため、菖蒲池の水が一時抜かれ開削工法によって工事が進められる（1970年5月完成）[75]。
- 1971年（昭和46年）：八窓庵移築。
- 1975年（昭和50年）：この年より、毎年年末に公園内で「歳の市」が開かれるようになる[73]。
- 1976年（昭和51年）：札幌市こども人形劇場こぐま座オープン[47]。
- 1978年（昭和53年）：中島スポーツセンターで行われたレインボーのコンサートで、開演と同時に興奮した約500人の観客がステージに殺到し、詰めかけた観客が将棋倒しとなって1人が死亡し7人が負傷した[76]。
- 1980年（昭和55年）：旧NHK札幌放送局舎に冬のスポーツ博物館開館（2000年に札幌ウィンタースポーツミュージアムへ移転）[77][78][79]、北海道立札幌中島体育センター完成（2000年に札幌市へ移譲）[30][8][79]。
- 1983年（昭和58年）：歩くスキーコースを設置[8]。
- 1989年（平成元年）：「北海道マラソン」のゴール地点になる（2008年まで、2009年からはスタート地点となる）[80]。
- 1990年（平成2年）：「さっぽろ雪まつり」第4会場となる（1992年まで）[38]。
- 1995年（平成7年）：札幌市資料館（大通西13丁目）内の施設であった「北海道文学館」が公園内に移転、北海道立文学館として新たに開館。
- 1997年（平成9年）：子供の国跡地に札幌コンサートホールKitaraオープン。
- 2007年（平成19年）：この年から、札幌雪祭り期間中の2月上旬に「ゆきあかりin中島公園」を毎年開催（現在のイベント名とイベント内容は2008年から）[81]
- 2010年（平成22年）：「北の造園遺産」選定[82]。
- 2022年（令和4年）：「Pokémon GO Fest 2022 Sapporo」のメイン会場となる[83]。

## 施設
菖蒲池
開拓初期にあった小さな池を豊平川上流から流送した木材の貯木場として利用し、当初は工事を請け負った鈴木元右衛門に因んで「元右衛門堀」と呼ばれていた。1887年（明治20年）の中島遊園地の設定後の公園の整備は、この池を中心に考えられ、元々四角い2つの堀であった「元右衛門堀」は一つに繋げられた。また、凸凹の多かった公園内の平地部に起伏を持たせるため、池の周辺に盛土がなされた。公園内を流れる鴨々川の流路も固定され、道路も整備された。池が現在の形になったのは大正時代の末期である。1888年（明治21年）に池の近くに料亭の大中亭が建てられ、池は釣り堀やボートを楽しむことができる場所とされた。さらに1897年（明治30年）頃から池の縁にあるお休み所で貸しボートが始まり、現在でも陸上からとは異なった景観を楽しめる場所として、当公園の人気スポットの一つとなっている。また、1896年（明治29年）以降、冬季にはスケートリンクが造られるようになり、1921年（大正10年）に札幌スケート協会が設立して「第1回スケート競技会」を開催し、1923年（大正12年）からは、毎年2月11日に「氷上カーニバル」を開催し、1941年（昭和16年）まで続けられた（戦後も札幌雪祭りのイベントの一環として1951年（昭和26年）から数回行われた）。その後、スケートリンクは1958年（昭和33年）頃に廃止となった。1969年（昭和44年）から翌年にかけての札幌市営地下鉄南北線建設では、池の水を抜き、開削工法で工事を進めた。
中島児童会館
進駐軍から払い下げを受けたかまぼこ型兵舎4棟を改築して1949年（昭和24年）に開館。札幌交響楽団が定期演奏会の練習場所として利用していた。
豊平館
札幌市天文台
日本庭園
築山林泉回遊式庭園。12基の石灯籠は日本国内の名灯籠の形をなぞったものである。手水鉢の水を地中の瓶の中に落として水音を反響させる水琴窟を設けている。
八窓庵
札幌市こども人形劇場こぐま座
札幌市中島体育センター
1980年に「北海道立中島体育センター本館」として開設後、2000年に札幌市に管理を移管している。指定管理者として一般社団法人札幌市スポーツ協会が運営している。近接地には1954年に開設した「札幌中島スポーツセンター」があり、本館完成後は別館として使われ、プロレスなど格闘技の会場にも使われていたが2000年に閉鎖し、機能を「北海道立総合体育センター（北海きたえーる）」に移転した。
利用時間：9:00 - 21:00
休館日：第4月曜日（祝日の場合は第3月曜日）、年末年始
駐車場：60台
フロア
1階：体育室（約480 m²、バドミントン3面・卓球16台・テニス1面・バレーボール1面・フットサル1面）、格技室（約379 m²、柔道2面）、多目的室（約61 m²）、更衣室、ロビー
2階：小体育室（約379 m²、卓球8台）、トレーニング室（約301 m²）、講堂（約183 m²）、札幌市スポーツ協会
歩くスキーコース
1983年（昭和58年）に設置。コースには夜間照明灯を設けて安全を図り、冬のスポーツ博物館内にスキーの無料貸出所・更衣室・休憩室なども作られた。冬のスポーツ博物館が移転した現在は、中島体育センターに移管し、毎年1月から3月にかけて、駐車場内でスキー無料貸出所が開設されている。札幌市内に公設の歩くスキーコースは11か所あるが、無料でスキーの貸出を行っているのは、中島公園と札幌ドームの2か所のみである。かつては、冬になると園内は岡田山（現在は札幌市天文台が建つ）を中心に即席のゲレンデとなり、近隣の子供などがスキーや雪遊びを楽しんだ。このように、古くから中島公園とスキーの繋がりは深いものがあった。
北海道立文学館
札幌コンサートホールKitara
中島公園庭球場
開設期間：4月上旬から11月上旬
アンツーカーコート6面（夜間照明あり）
ブロックスタンド（1,500人収容）

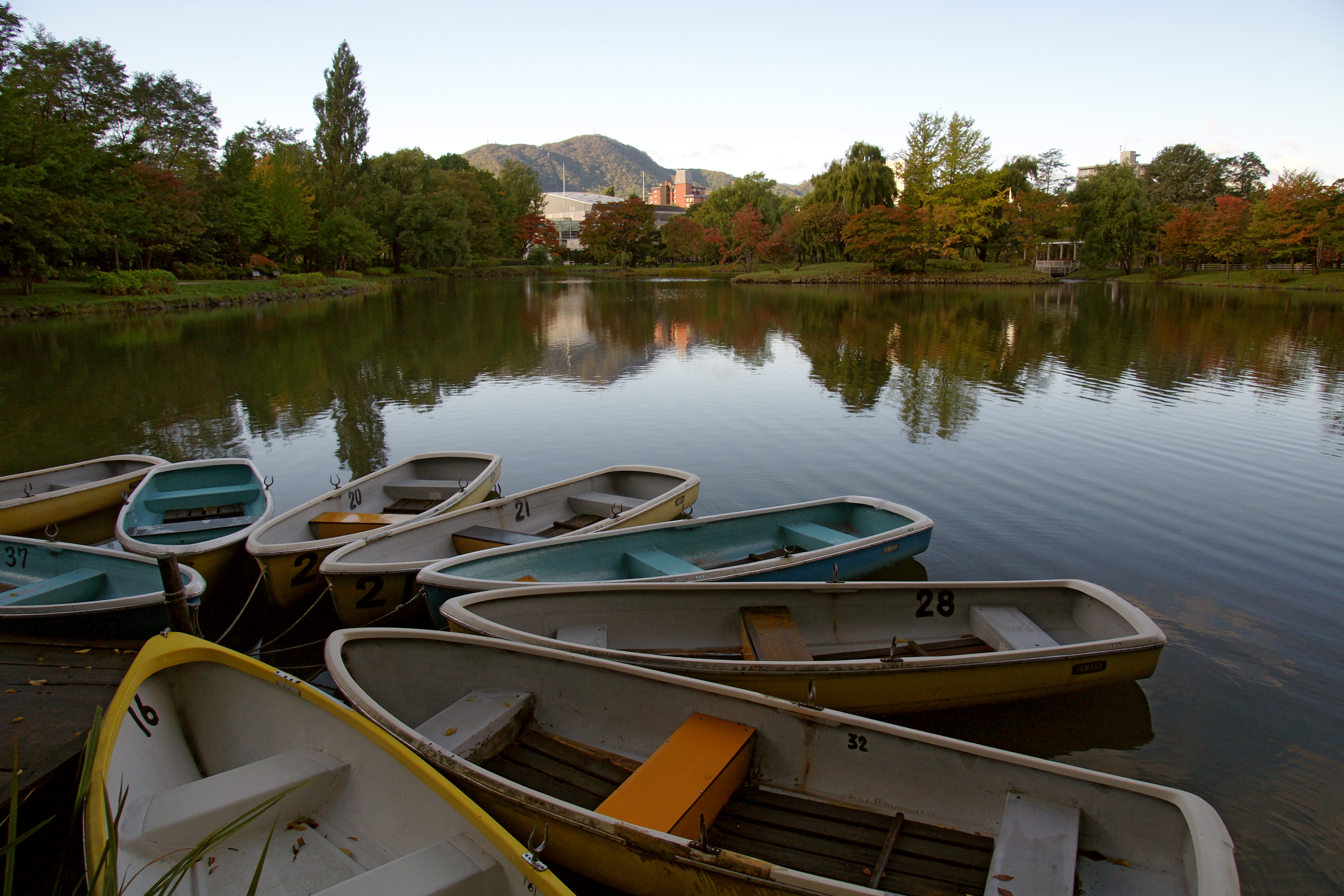
菖蒲池とボート（2009年10月）
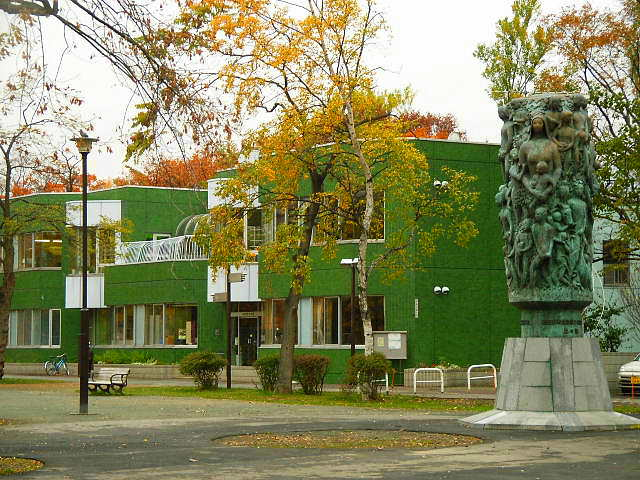
中島児童会館（2004年11月）
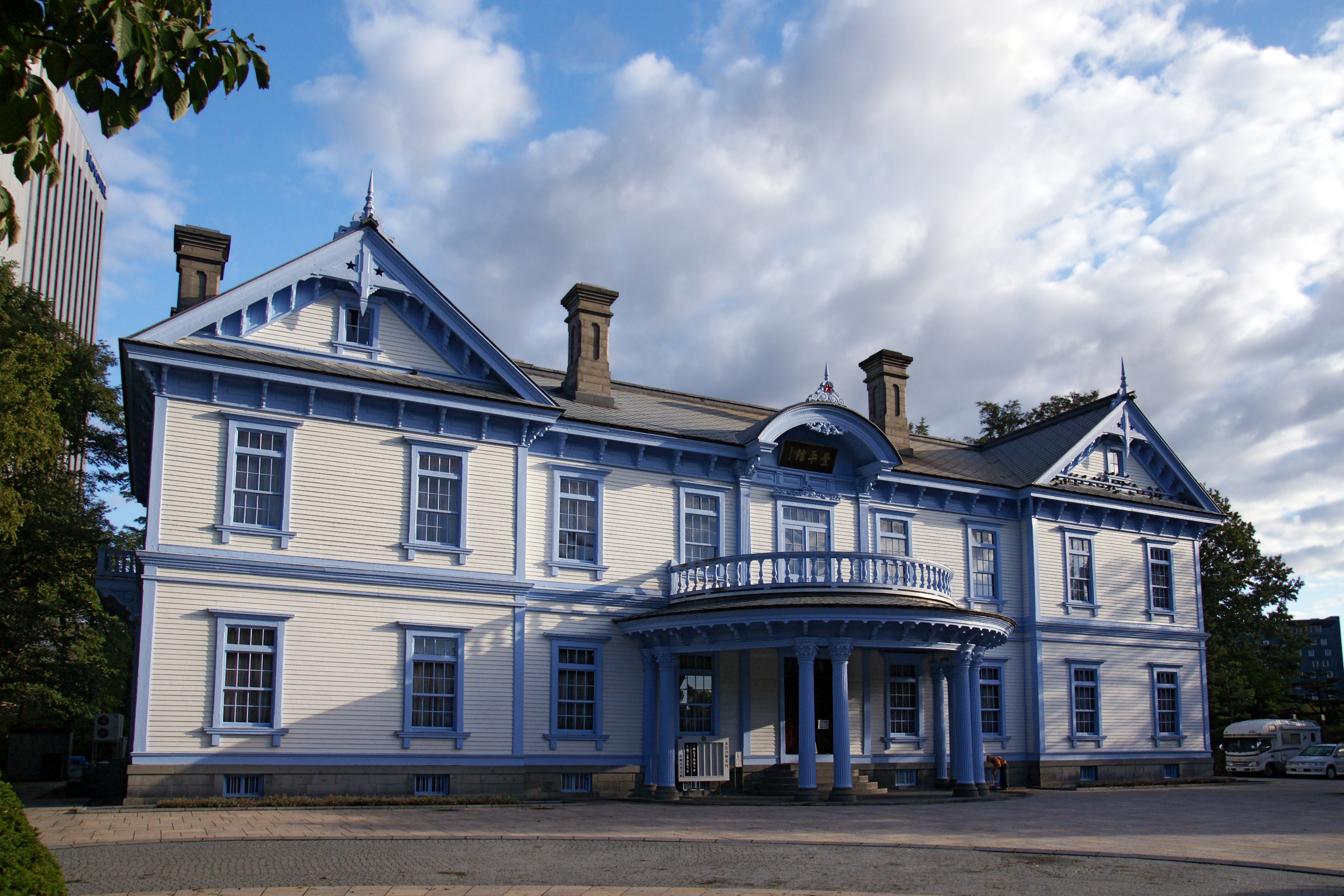
豊平館（2009年10月）
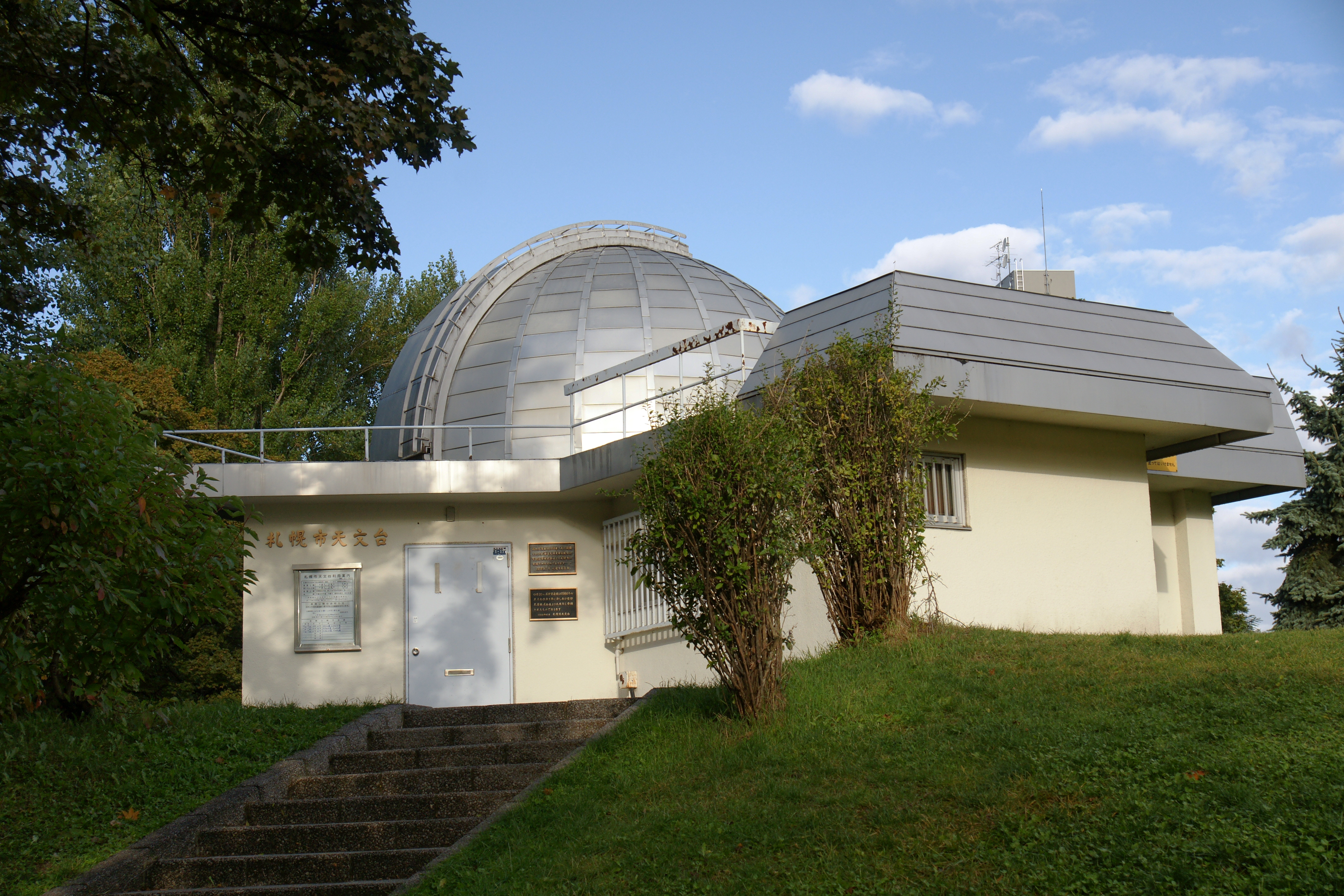
札幌市天文台（2009年10月）
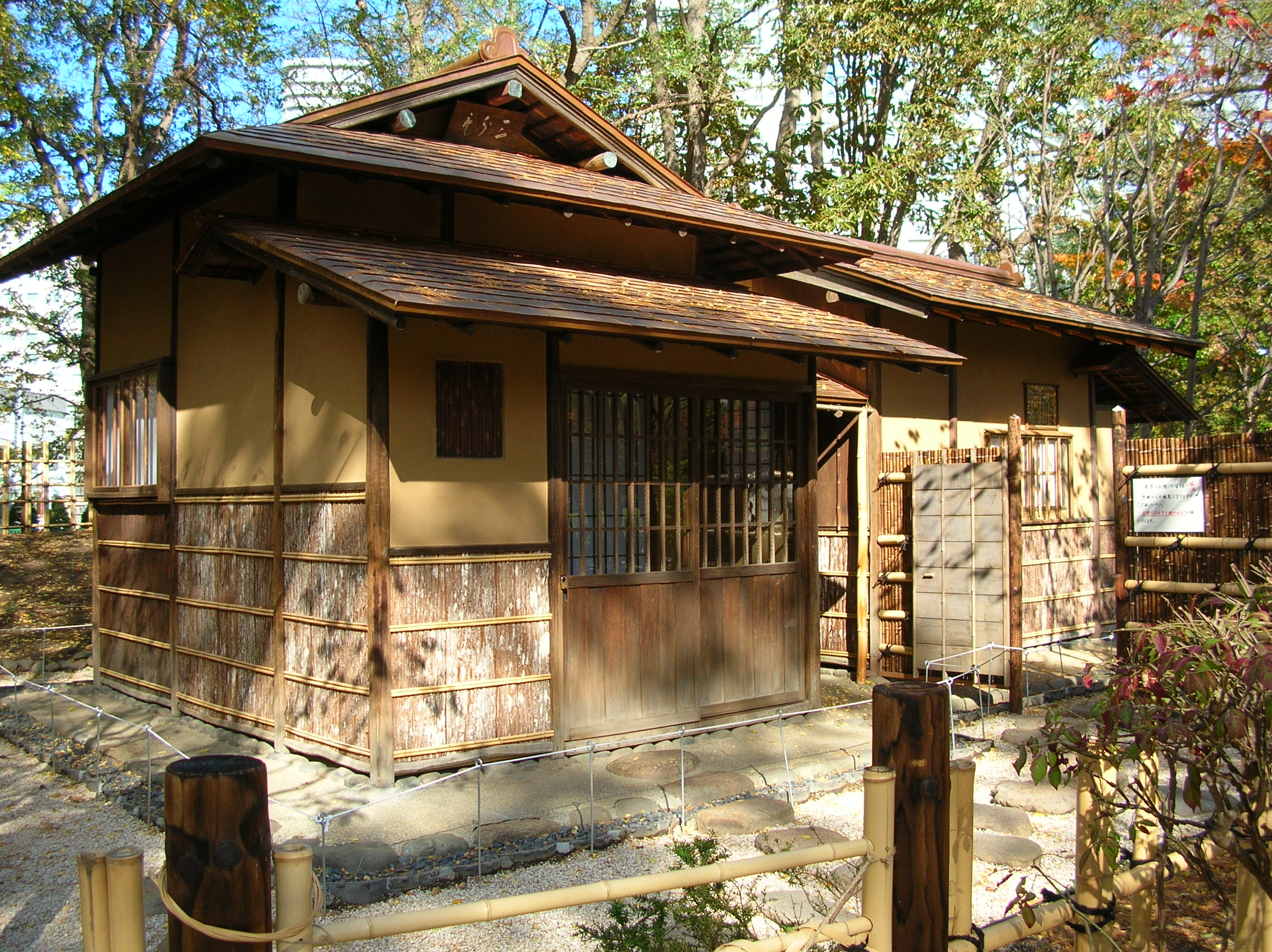
八窓庵（2004年2月）
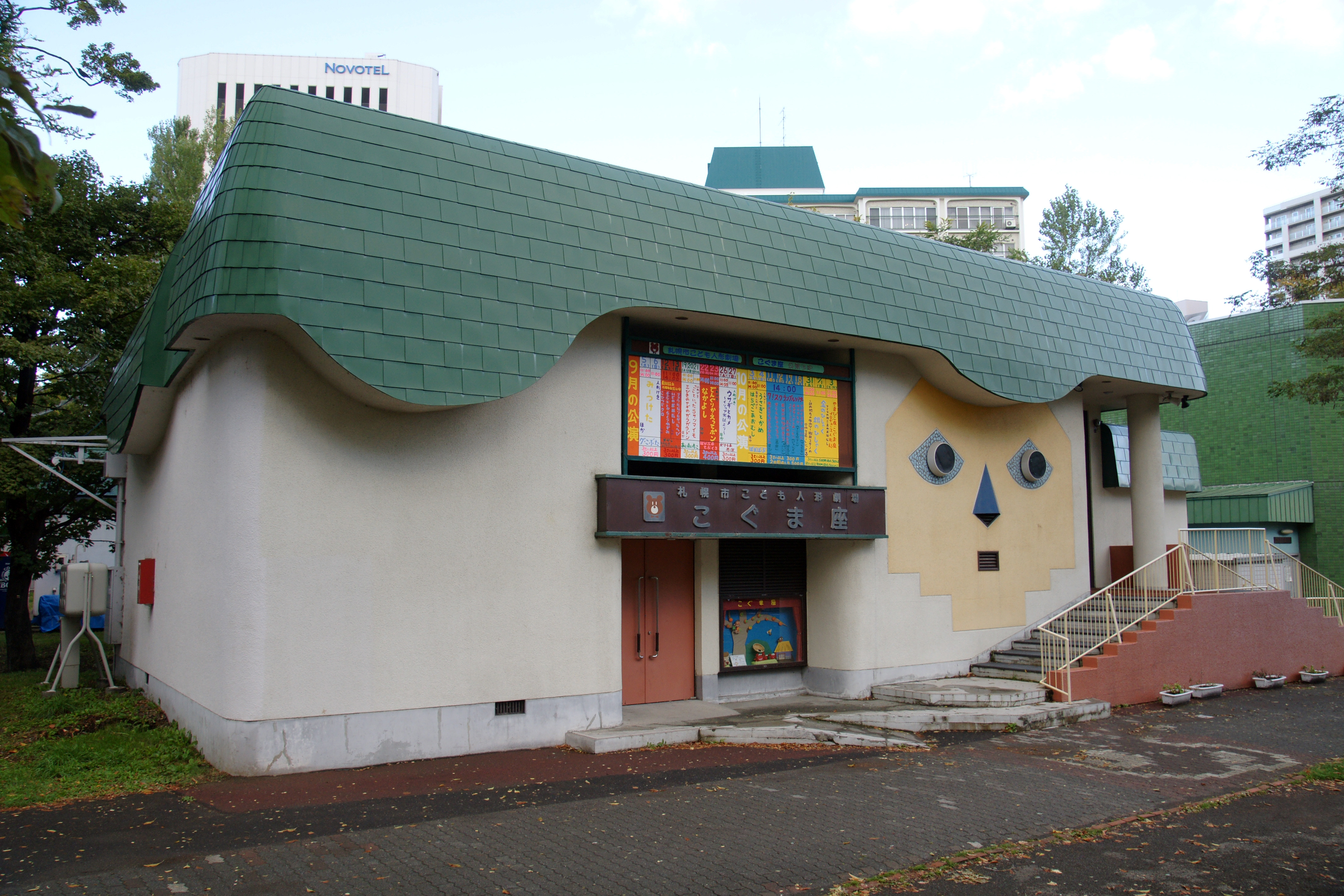
札幌市こども人形劇場こぐま座（2009年10月）
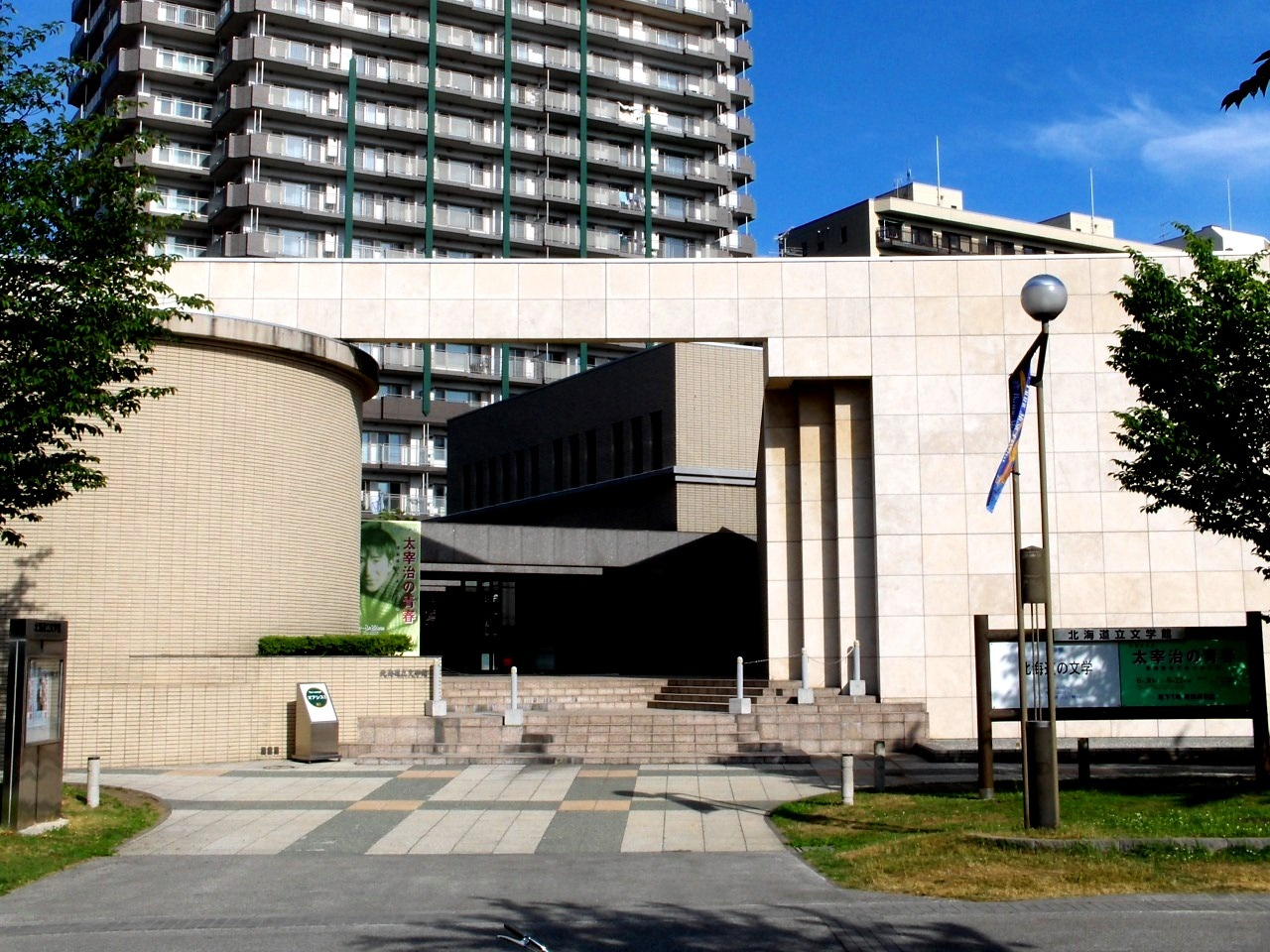
北海道立文学館（2007年）
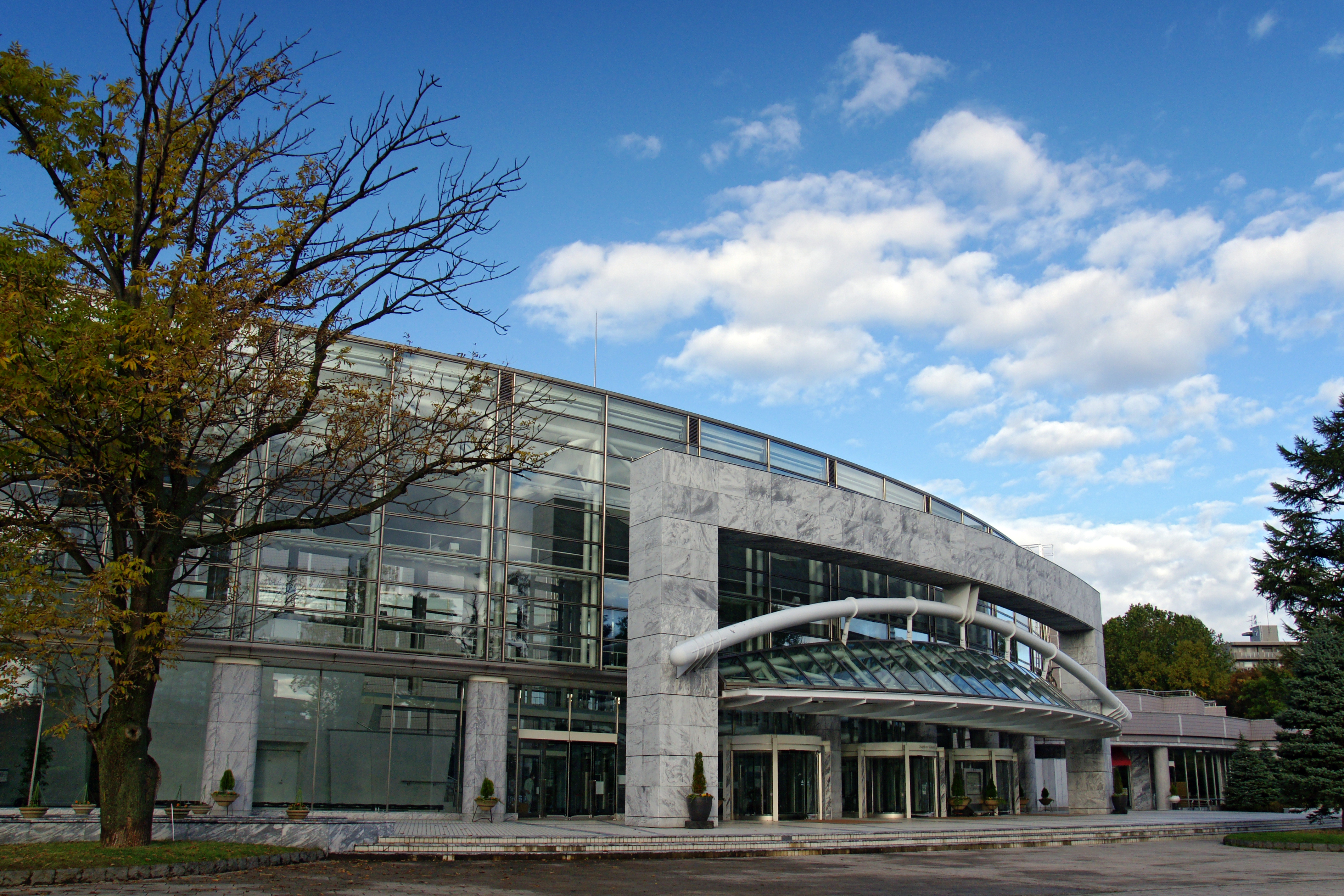
札幌コンサートホールKitara（2009年10月）

## 寺社
札幌水天宮
水天宮（福岡県久留米市）の全国39番目の末社。1884年（明治17年）頃、旧久留米藩士・水野源四郎によって現在の中央区南2条西5丁目に創祀。その後何度か移転し、1888年（明治21年）頃に佐藤源八郎によって現在地に遷宮。境内には稲荷大明神と白峯大明神の祠があり、前者は佐藤源八郎から寄進されたもので、後者はかつて南10条西5丁目にあった鴨川神社から移されたものである
弥彦神社
札幌護国神社
北鎮総社妙見本宮出雲神社（旧：山鼻妙見宮）
1875年（明治8年）、先住者によって鴨々川畔に祠が建てられのたが起源で、1891年（明治24年）に中島遊園地内の住人・斉藤久米蔵が相馬妙見の御分霊を自宅内に安置した際、先の祠の祭神をも合祀し、山鼻妙見宮となった。1895年（明治28年）に山鼻屯田兵の佐藤小三郎によって現在の南10条西6丁目に移され、馬頭観音・保食神・鹿島香取神も祭神に加えられ、神社の体裁を整えた。1924年（大正13年）に佐藤家によって社殿・鳥居・灯篭・手洗いなども設けられた。創祀以来長く無住であったが、1930年（昭和5年）に諏訪神社の神官・野村三平が宮司となって無住を解消した。その際敷地・拝殿・舞殿の贈与を受け、さらには松前神楽（2018年（平成30年）3月に重要無形民俗文化財に指定）も奉納した。1937年（昭和12年）、境内に白頭馬頭観音を安置した。戦後の神道改革で単立神社となり、出雲大社から大国魂神の御分霊を受け、「北鎮総社妙見本宮出雲神社」となった。この神社では1931年（昭和6年）以来、祭礼で松前神楽が奉納されており、道南・後志地方などを中心に伝えられている同神楽の札幌圏における数少ない伝承の場所であった。札幌の西野神社の公式ブログによると、近年までこの神社の存在は確認されていたが、2018年（平成30年）4月現在では当該の場所には所在していないという。

## 彫刻・碑
- 森の歌
- ヨットと方向
- のびゆく子等
- 四翁表功碑
- 水琴窟
- 木下成太郎像
- 鶴の舞
- 笛を吹く少女
- 母と子の像
- 猫とハーモニカ
- 日時計
- 相響
- 放送記念碑
- レナード・バーンスタイン像
- 風景の夢

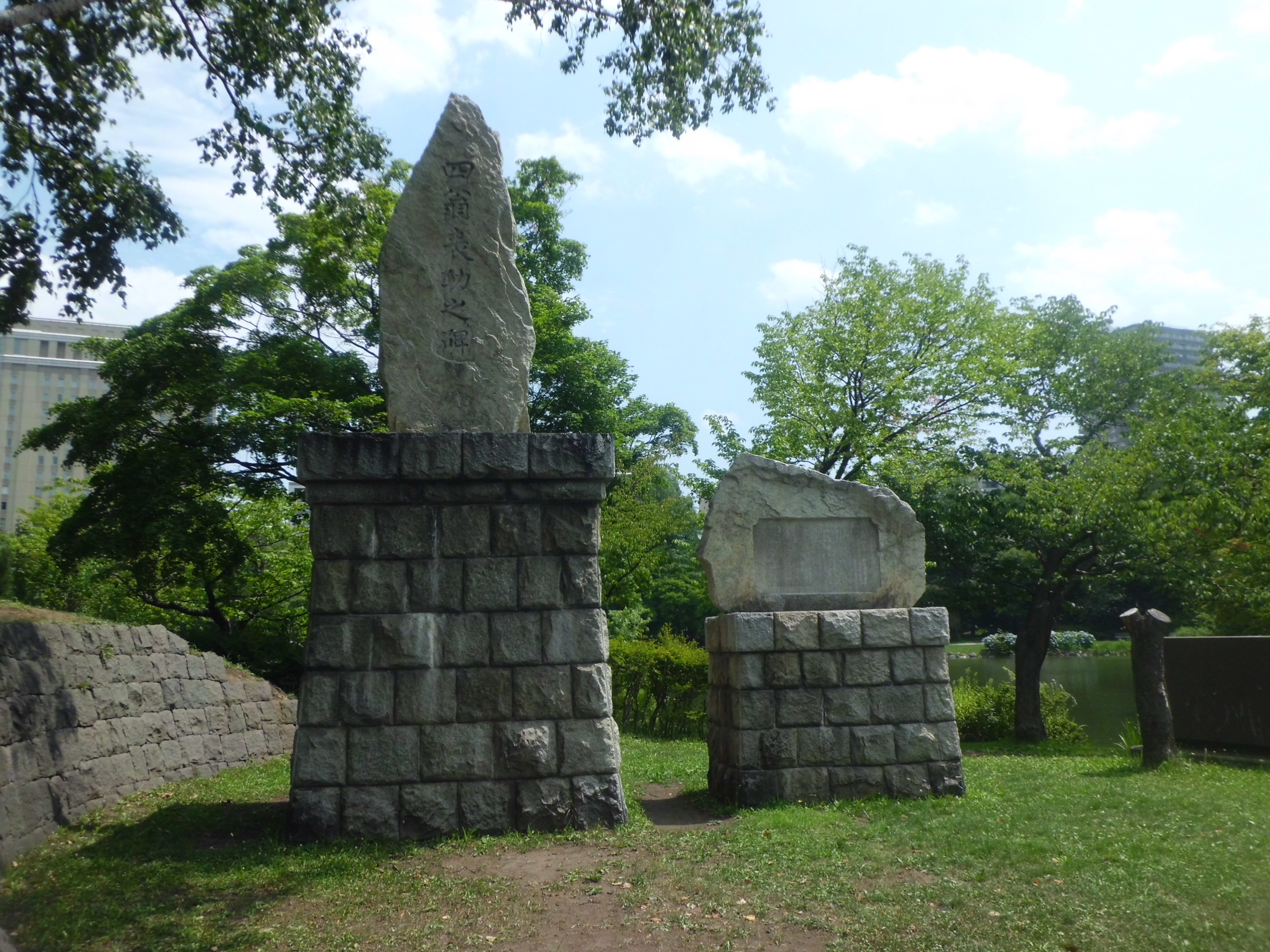
「四翁表功之碑」。開拓功労者の大岡助右衛門・水原寅蔵・石川正蔵・対馬嘉三郎を顕彰したもの（2015年）
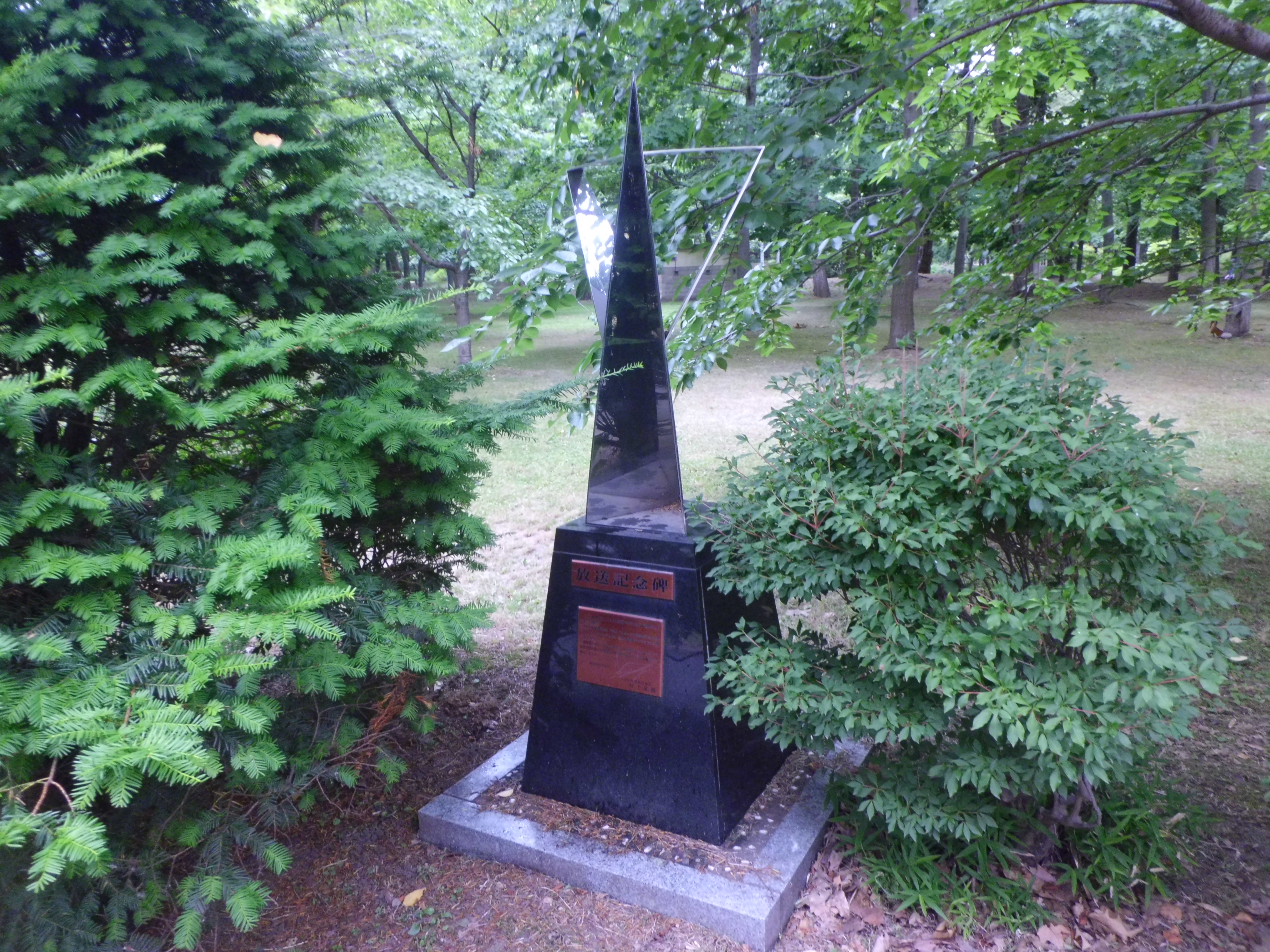
「放送記念碑」。NHK札幌放送局開始60年を記念して発祥の地に建立（2015年）

## イベント
ゆきあかりin中島公園
2007年（平成19年）2月上旬より、札幌雪祭り期間中に合わせて開催されている。元は2007年1月に中島公園も含めた市内各所で阪神・淡路大震災の犠牲者を慰霊する行事を行ったことが始まりで、2回目の2008年（平成20年）から札幌市公園緑化協会中島公園管理事務所の主導により、現在のタイトルと形式で行うようになった（運営側は2007年を第1回、2008年を第2回としている）。イベント内容は小樽市の「雪あかりの路」などの先行イベントを参考にしており、公園内を雪とキャンドルで装飾し、幻想的な雰囲気の中で様々な催しを行っている。イベントの企画や会場の設営・運営などは、周辺のホテルなどの企業・施設・学校等の関係者や、地元住民・数多くの市民ボランティアによって行われている
園芸市
1968年（昭和43年）5月上旬より、大通公園から中島公園に会場が移る。
北海道神宮例祭（札幌まつり）
1960年（昭和35年）6月14日から6月16日より、中島公園に出店が置かれ、期間中数多くの屋台やお化け屋敷などの見世物小屋が建つ。
北海道マラソン
第3回（1989年）から第22回（2008年）まではゴール地点、第23回（2009年）から第25回（2011年）まではスタート地点となった。第26回（2012年）以降は中島公園内に入らなくなったが、北から東の周縁部に延びる札幌駅前通～菊水旭山公園通～豊水通がコースの一部となっている。
歳の市
1975年（昭和50年）12月下旬から。

## 周辺
公園北側は札幌駅前通や菊水旭山公園通（南9条通）があり、南側は米里行啓通があり幌平橋を渡ると白石中の島通になる。
- 札幌パークホテル
- ホテルライフォート札幌
- プレミアホテル 中島公園 札幌
- 渡辺淳一文学館[105]
- 扇谷記念スタジオ シアターZOO[106]
- ホテルマイステイズ札幌中島公園

## 参考資料
- 札幌市史編集委員会編 編『札幌市史 政治行政篇』1953年。
- 『さっぽろ文庫』 1 札幌地名考、札幌市。2016年10月2日閲覧。
- 『さっぽろ文庫』 64 公園と緑地、札幌市。2016年10月2日閲覧。
- 『さっぽろ文庫』 84 中島公園、札幌市。ISBN 4-89363-083-0。
- 『角川日本地名大辞典』 1 北海道 上巻、角川書店。
- 山崎長吉『中島公園百年』北海タイムス社、1988年。ISBN 978-4886540294。
- “公園のあゆみ”. 中島公園.   札幌市公園緑化協会. 2016年10月2日閲覧。
- “中島公園の歴史を振り返る”. 中島公園.   札幌市公園緑化協会. 2016年10月2日閲覧。
- “中島公園”. 北海道ファンマガジン (2008年3月13日). 2016年5月11日時点のオリジナルよりアーカイブ。2017年1月30日閲覧。
- “中島公園・円山公園” (PDF). 「札幌のまちとともに歩んだ公園」大通公園・中島公園・円山公園.   札幌市. 2016年10月3日閲覧。
- “中島公園の資産と今後の活用について考える -「中島公園三十三選選定事業」キックオフイベント-” (PDF). ランドスケープシンポジウム実行委員会 (2011年). 2016年10月3日閲覧。
- “中島公園①” (PDF).   札幌市. 2016年10月3日閲覧。
- “中島公園②” (PDF).   札幌市. 2016年10月3日閲覧。
- “中島公園三十三選①” (PDF).   札幌市公園緑化協会. 2016年10月3日閲覧。
- “中島公園三十三選②” (PDF).   札幌市公園緑化協会. 2016年10月3日閲覧。